# Pak Namcshol (labdarúgó, 1985)
Pak Namcshol (hangul: 박남철, handzsa: 朴南哲, RR: Pak Nam-chol; Phenjan, 1985. július 2. –) észak-koreai válogatott labdarúgó.

## Pályafutása

### Klubcsapatban
2004 és 2012 között az Április 25 csapatában játszott, melynek tagjaként három alkalommal (2010, 2011, 2012) nyerte meg az észak-koreai bajnokságot. 2012 és 2014 között Thaiföldön játszott a Muangthong United együttesében. 2014-ben a Sisaket FC játékosa volt. 

### A válogatottban
2004 és 2012 között 75 alkalommal játszott az észak-koreai válogatottban és 15 gólt szerzett Részt vett a 2010-es világbajnokságon, ahol a Brazília, a Portugália és az Elefántcsontpart elleni csoportmérkőzésen kezdőként lépett pályára. Tagja volt a 2011-es Ázsia-kupán szereplő válogatott keretének is. 